# Rafael J. Tello
Rafael J. Tello (* 5. September 1872 in Mexiko-Stadt; † 20. Dezember 1961 ebenda) war ein mexikanischer Komponist.
Tello studierte am Konservatorium von Mexiko bei Ricardo Castro Herrera und trat seit 1888 als Konzertpianist auf. Seit 1902 unterrichtete er am Konservatorium Klavier, Komposition und Musikerziehung. 1917 gründete er das Freie Konservatorium, das er fortan leitete. Neben vier Opern komponierte er zwei Sinfonien, kammermusikalische Werke, Klavierstücke, vier Messen, Motetten und Lieder.

## Quelle
- Alfred Baumgärtner: Propyläen Welt der Musik. Die Komponisten. Band 5, 1989, ISBN 3-549-07835-8, S. 309.

| Personendaten    | Personendaten           |
| ---------------- | ----------------------- |
| NAME             | Tello, Rafael J.        |
| KURZBESCHREIBUNG | mexikanischer Komponist |
| GEBURTSDATUM     | 5. September 1872       |
| GEBURTSORT       | Mexiko-Stadt            |
| STERBEDATUM      | 20. Dezember 1961       |
| STERBEORT        | Mexiko-Stadt            |